# Trattato Antartico

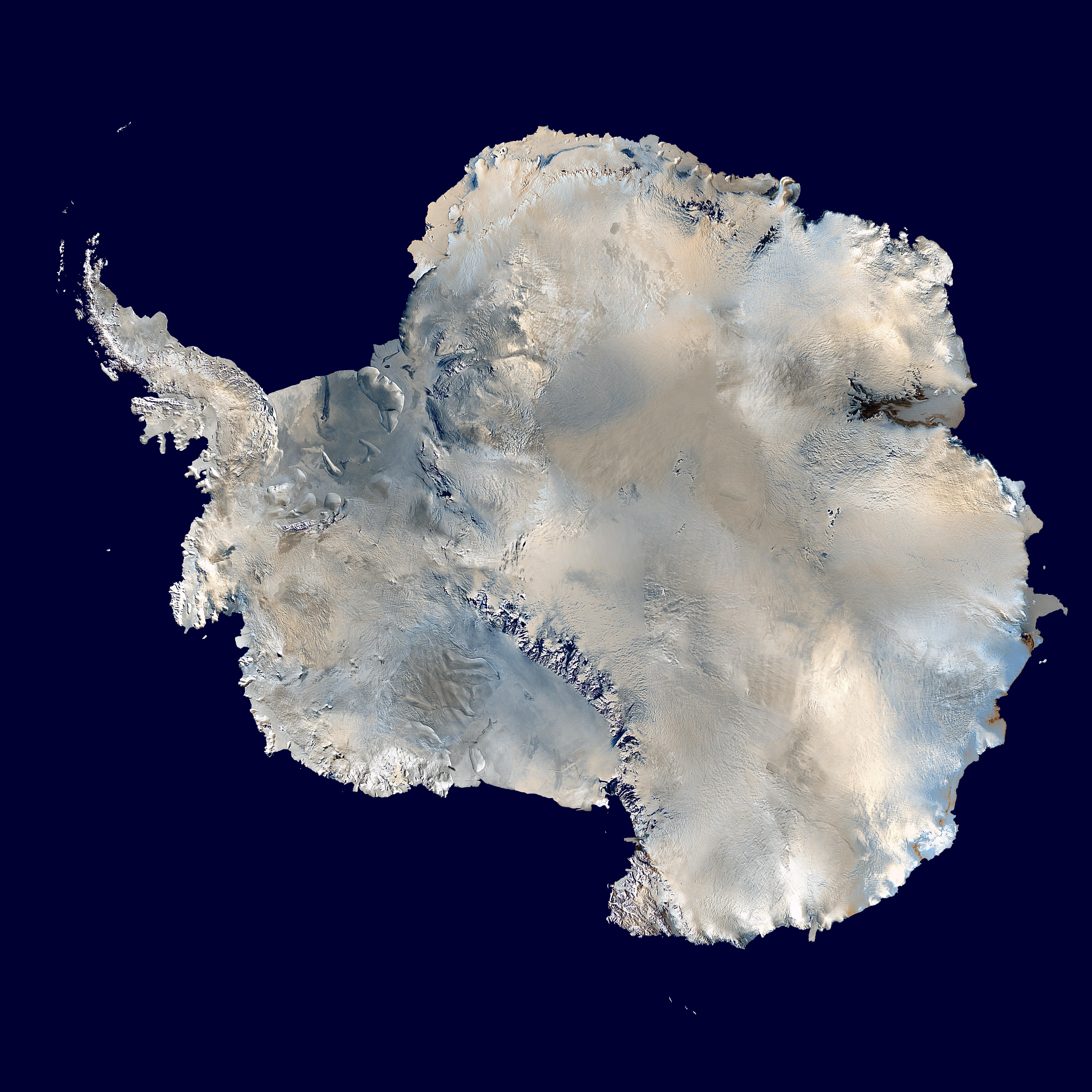
Immagine satellitare composta dell'Antartide.

Il trattato Antartico, detto anche trattato di Washington, è un accordo internazionale formalizzato nel 1959; finalizzato alla definizione dell'utilizzo delle parti disabitate dell'Antartide che si trovano a sud dei 60° di latitudine Sud, costituendo la base del complesso sistema di accordi multilaterali definito come sistema del trattato antartico (Antarctic Treaty System o ATS). Per celebrarlo, è stata istituita nel 2010 la Giornata dell'Antartide.

## Storia
Venne stipulato a Washington il 1º dicembre 1959 e firmato dai 12 paesi partecipanti all'Anno geofisico internazionale (1957-58), entrò in vigore il 23 giugno 1961 con l'obiettivo di stabilire le linee guida per l'utilizzo pacifico delle risorse del continente e per la preservazione di flora, fauna e dell'ecosistema: tramite il trattato, i paesi firmatari con rivendicazioni di sovranità territoriale concordarono di interrompere le loro richieste e di rinunciare allo sfruttamento economico o all'utilizzo per scopi bellici del continente; sono interdette le attività di tipo militare e ogni attività che implichi esplosioni nucleari o depositi di materiale radioattivo.
Dal 1994 i paesi aderenti al trattato si incontrano annualmente (dal 1961 al 1994 gli incontri si erano svolti ogni due anni) ai cosiddetti "Incontri Consultivi sul Trattato Antartico" (in inglese Antarctic Treaty Consultative Meetings, ATCM), ossia forum internazionali atti a decidere l'amministrazione della regione. Solo 29 dei 58 paesi firmatari degli accordi, ossia le cosiddette Parti Consultive, hanno il diritto di votare le proposte avanzate durante questi incontri mentre gli altri 29, le Parti Contraenti sono solo ammesse a partecipare all'incontro. Oltre ai 12 membri fondatori, fanno parte delle Parti Consultive anche altri 17 paesi che hanno dimostrato particolare impegno nella ricerca in Antartide portando avanti una significativa attività scientifica. Agli incontri prendono parte, in qualità di osservatori, il Comitato scientifico per la ricerca in Antartide (SCAR), il Consiglio dei direttori dei programmi nazionali antartici (COMNAP) e la Convenzione per la protezione delle risorse marine viventi in Antartide (CCAMLR).

## Contenuti
In sintesi, il trattato pone le seguenti condizioni:
- Art. I: L'Antartide deve essere utilizzata solo per scopi pacifici. È proibita l'installazione di basi militari, fortificazioni, manovre militari e il test di qualunque tipo di arma. Il trattato non impedisce l'impiego di personale militare o equipaggiamento militare per scopo scientifico o per altri scopi pacifici.
- Art. II: Le indagini scientifiche in Antartide sono libere e nell'ambito di cooperazioni internazionali. Sono tuttavia soggette al trattato.
- Art. III: Le parti contraenti ottemperano allo scambio di informazioni sui programmi scientifici, per ridurre le spese ed aumentare l'efficienza delle operazioni, allo scambio di personale tra le varie stazioni e le spedizioni, allo scambio di osservazioni scientifiche e dei risultati. Questi saranno resi pubblicamente disponibili.
- Art. IV: Non potranno essere effettuate nuove rivendicazioni territoriali o allargamenti di territori esistenti o di sovranità territoriali mentre il trattato è in vigore.
- Art. V: Qualunque esplosione nucleare ed il rilascio di materiali radioattivi nel territorio coperto dal trattato è proibito.
- Art. VI: L'area coperta dal trattato si estende a sud del parallelo con latitudine 60° S. Include tutta la calotta ghiacciata. Il trattato non interferisce con i regolamenti internazionali nelle acque internazionali.
- Art. VII: Per promuovere gli obiettivi del trattato e per verificare la sua applicazione, ogni parte contraente può designare degli osservatori per compiere ispezioni. Ogni osservatore deve avere pieno accesso, in qualunque momento, in tutte le aree dell'Antartide. Tutte le aree, tra cui tutte le stazioni, le installazioni e l'equipaggiamento contenuto in esse, le navi e gli aerei nei punti di imbarco e sbarco cargo e/o personale in Antartide devono essere aperte alle ispezioni a qualunque osservatore designato. Possono essere compiute osservazioni aeree. Ogni parte contraente deve notificare alle altre parti tutte le spedizioni da e verso l'Antartide, tutte le stazioni occupate e tutto il personale e l'equipaggiamento militare introdotto.
- Art. VIII: Gli osservatori sono soggetti solo alla giurisdizione delle nazioni a cui appartengono per le responsabilità delle azioni condotte nel territorio Antartico.

## Paesi membri
parti consultive con rivendicazioni territoriali
     parti consultive con diritto di rivendicazione territoriale
     parti consultive, con diritto di voto
     parti contraenti, senza diritto di voto
     stati e osservatori non membri delle Nazioni Unite

Paesi firmatari:
parti consultive con rivendicazioni territoriali
parti consultive con diritto di rivendicazione territoriale
parti consultive, con diritto di voto
parti contraenti, senza diritto di voto
stati e osservatori non membri delle Nazioni Unite

Al trattato Antartico aderiscono, al 2024, 58 paesi, così suddivisi:
- parti consultive, cioè paesi con interesse particolare e che svolgono attività di ricerca in Antartide, i paesi con questo status sono attualmente 29 e hanno diritto di voto e potere decisionale vincolante.
- parti contraenti: sono membri che non svolgono attività di ricerca in Antartide e non hanno quindi diritto di voto, al momento sono 29 paesi.

| Paese               | Firma            | Ratifica/Accesso  | Passaggio allo stato consultivo | Note |
| ------------------- | ---------------- | ----------------- | ------------------------------- | --- |
| Arabia Saudita      | No               | 22 maggio 2024    |                                 | |
| Argentina           | 1º dicembre 1959 | 23 giugno 1961    | 23 giugno 1961                  | |
| Australia           | 1º dicembre 1959 | 23 giugno 1961    | 23 giugno 1961                  | |
| Austria             | No               | 25 agosto 1987    |                                 | |
| Belgio              | 1º dicembre 1959 | 26 luglio 1960    | 23 giugno 1961                  | |
| Bielorussia         | No               | 27 dicembre 2006  |                                 | |
| Brasile             | No               | 16 maggio 1975    | 27 settembre 1983               | |
| Bulgaria            | No               | 11 settembre 1978 | 5 giugno 1998                   | |
| Canada              | No               | 4 maggio 1988     |                                 | |
| Cile                | 1º dicembre 1959 | 23 giugno 1961    | 23 giugno 1961                  | |
| Cina                | No               | 8 giugno 1983     | 7 ottobre 1985                  | |
| Colombia            | No               | 31 gennaio 1989   |                                 | |
| Corea del Nord      | No               | 21 gennaio 1987   |                                 | |
| Corea del Sud       | No               | 28 novembre 1986  | 9 ottobre 1989                  | |
| Costa Rica          | No               | 11 agosto 2022    |                                 | |
| Cuba                | No               | 16 agosto 1984    |                                 | |
| Danimarca           | No               | 10 maggio 1965    |                                 | |
| Ecuador             | No               | 15 settembre 1987 | 19 novembre 1990                | |
| Emirati Arabi Uniti | No               | 11 dicembre 2024  |                                 | |
| Estonia             | No               | 17 maggio 2001    |                                 | |
| Finlandia           | No               | 15 maggio 1984    | 20 ottobre 1989                 | |
| Francia             | 1º dicembre 1959 | 16 settembre 1960 | 23 giugno 1961                  | |
| Germania            | No               | 5 febbraio 1979   | 3 marzo 1981                    | Ratificato come Germania Ovest. La Germania Est lo ratificò il 19 novembre 1974 e ricevette lo stato di membro consultivo il 5 ottobre 1987, prima della riunificazione tedesca. |
| Giappone            | 1º dicembre 1959 | 4 agosto 1960     | 23 giugno 1961                  | |
| Grecia              | No               | 8 gennaio 1987    |                                 | |
| Guatemala           | No               | 31 luglio 1991    |                                 | |
| Islanda             | No               | 13 ottobre 2015   |                                 | |
| India               | No               | 19 agosto 1983    | 12 settembre 1983               | |
| Italia              | No               | 18 marzo 1981     | 5 ottobre 1987                  | |
| Kazakistan          | No               | 27 gennaio 2015   |                                 | |
| Malaysia            | No               | 31 ottobre 2011   |                                 | |
| Monaco              | No               | 31 maggio 2008    |                                 | |
| Mongolia            | No               | 23 marzo 2015     |                                 | |
| Norvegia            | 1º dicembre 1959 | 24 agosto 1960    | 23 giugno 1961                  | |
| Nuova Zelanda       | 1º dicembre 1959 | 1º novembre 1960  | 23 giugno 1961                  | |
| Paesi Bassi         | No               | 30 marzo 1967     | 10 novembre 1990                | |
| Pakistan            | No               | 1º marzo 2012     |                                 | |
| Papua Nuova Guinea  | No               | 16 marzo 1981     |                                 | Dopo la sua indipendenza dall'Australia. |
| Perù                | No               | 10 aprile 1981    | 9 ottobre 1989                  | |
| Polonia             | No               | 8 giugno 1961     | 29 luglio 1977                  | |
| Portogallo          | No               | 29 gennaio 2010   |                                 | |
| Regno Unito         | 1º dicembre 1959 | 31 maggio 1960    | 23 giugno 1961                  | |
| Rep. Ceca           | No               | 1º gennaio 1993   | 1º aprile 2014                  | Al posto della Cecoslovacchia, che entrò il 14 giugno 1962. |
| Romania             | No               | 15 settembre 1971 |                                 | |
| Russia              | 1º dicembre 1959 | 2 novembre 1960   | 23 giugno 1961                  | Ratificato come Unione Sovietica. |
| San Marino          | No               | 14 febbraio 2023  |                                 | |
| Slovacchia          | No               | 1º gennaio 1993   |                                 | Al posto della Cecoslovacchia, che entrò il 14 giugno 1962. |
| Sudafrica           | 1º dicembre 1959 | 21 giugno 1960    | 23 giugno 1961                  | |
| Spagna              | No               | 31 marzo 1982     | 21 settembre 1988               | |
| Stati Uniti         | 1º dicembre 1959 | 18 agosto 1960    | 23 giugno 1961                  | |
| Svezia              | No               | 24 aprile 1984    | 21 settembre 1988               | |
| Svizzera            | No               | 15 novembre 1990  |                                 | |
| Turchia             | No               | 24 gennaio 1996   |                                 | |
| Ucraina             | No               | 28 ottobre 1992   | 4 giugno 2004                   | |
| Ungheria            | No               | 27 gennaio 1984   |                                 | |
| Uruguay             | No               | 11 gennaio 1980   | 7 ottobre 1985                  | |
| Venezuela           | No               | 24 maggio 1999    |                                 | |